# خانم قاتل سریالی
خانم قاتل سریالی (به انگلیسی: Mrs. Serial Killer) فیلمی است محصول سال ۲۰۲۰ و به کارگردانی شیریش کوندر است. در این فیلم بازیگرانی همچون ژاکلین فرناندز، مانوج باجپایی، مهیت راینا و دارشان جاریوالا ایفای نقش کرده‌اند.